# Rosa sumneviczii
Rosa sumneviczii är en rosväxtart som beskrevs av Korotk.. Rosa sumneviczii ingår i släktet rosor, och familjen rosväxter. Inga underarter finns listade i Catalogue of Life.